# Associazione Calcio Padova 1920-1921
Questa voce raccoglie le informazioni riguardanti l'Associazione Calcio Padova nelle competizioni ufficiali della stagione 1920-1921

## Rosa
| N. |                   | Ruolo | Calciatore           |
| -- | ----------------- | ----- | -------------------- |
|    | Italia (bandiera) | C     | Ferdinando Astolfi   |
|    | Italia (bandiera) | C     | Antonio Busini (III) |
|    | Italia (bandiera) | A     | Federico Busini (I)  |
|    | Italia (bandiera) | A     | Francesco Camilotti  |
|    | Italia (bandiera) | A     | Primo Danieli        |
|    | Italia (bandiera) | A     | Girolamo Doni        |
|    | Italia (bandiera) | D     | Fabris               |
|    | Italia (bandiera) | C     | Aldo Fagiuoli (I)    |
|    | Italia (bandiera) | C     | Antonio Fayenz       |
|    | Italia (bandiera) | D     | Giuseppe Girani      |
|    | Italia (bandiera) | P     | Antonio Girardi      |
|    | Italia (bandiera) | D     | Antonio Marino       |
|    | Italia (bandiera) | D     | Luigi Marino (III)   |

| N. |                     | Ruolo | Calciatore            |
| -- | ------------------- | ----- | --------------------- |
|    | Italia (bandiera)   | D     | Lorenzo Modulo        |
|    | Italia (bandiera)   | D     | Alessandro Monti (I)  |
|    | Italia (bandiera)   | A     | Feliciano Monti (III) |
|    | Italia (bandiera)   | A     | Giovanni Monti (II)   |
|    | Italia (bandiera)   | P     | Dario Munaron         |
|    | Italia (bandiera)   | P     | Renato Paglianti      |
|    | Italia (bandiera)   | A     | Angelo Palla          |
|    | Italia (bandiera)   | A     | Pietro Pastore        |
|    | Svizzera (bandiera) | A     | Ernesto Peyer         |
|    | Italia (bandiera)   | D     | Giorgio Ronconi       |
|    | Italia (bandiera)   | A     | Romolo Turra (III)    |
|    | Italia (bandiera)   | C     | Antonio Zambotto (II) |
|    | Italia (bandiera)   | A     | Giovanni Zambotto (I) |

## Risultati

### Prima Categoria

#### Girone B Veneto

##### Girone di andata
| Arbitro: | Resegotti (Milano) |

|                                     |           |                            |
| Fayenz 6’ Danieli 9’ Busini (I) 72’ | Marcatori | 10’ Cecchi I 76’ Cecchi II |

| Arbitro: | Busato (Vicenza) |

|           |           |            |
| Minzon 8’ | Marcatori | 88’ Girani |

| Arbitro: | Barbon (Venezia) |

|                |           |                                        |
| Bordoni II 77’ | Marcatori | 40’ Monti (II) 68’ (rig.) Marino (III) |

| Arbitro: | Storer (Venezia) |

|                 |           |                         |
| Busini (II) 75’ | Marcatori | 13’ Veronese 31’ Marola |

| Arbitro: | Barbon (Venezia) |

|           |           |                                                                      |
| Cecchi 2’ | Marcatori | 18’ Fagiuoli (I) 35’ Zambotto (I) 48’, 60’ Monti (II) 53’ Busini (I) |

| Arbitro: | Storer (Venezia) |

|                           |           |  |
| Monti (II) 20’ Fayenz 77’ | Marcatori |  |

| Arbitro: | Gasparini (Dolo) |

|                                                                |           |  |
| Fagiuoli (I) 10’, 36’ (rig.) Busini (II) 60’ Fayenz 87’ (rig.) | Marcatori |  |

| Arbitro: | Storer (Venezia) |

|               |           |                |
| Masenello 20’ | Marcatori | 75’ Monti (II) |

### Girone finale
| Arbitro: | Crivelli (Milano) |

|                           |           |  |
| Monti (III) 73’, 83’, 88’ | Marcatori |  |

| Arbitro: | Maffeis (Bergamo) |

|                                 |           |            |
| Monti (II) 30’ Fagiuoli (I) 78’ | Marcatori | 79’ Cloveo |

| Arbitro: | Norinelli (Verona) |

|                                   |           |                                    |
| Pattaro 6’ Zanardi 40’ (aut.) ??? | Marcatori | 30’ Zambotto (I) 44’ (rig.) Fayenz |

| Padova 13 marzo 1921 | Padova | 0 – 2 | Bentegodi Verona | Stadium di Padova |

| Verona 20 marzo 1921 | Hellas            | 0 – 0 | Padova | \| Arbitro: \| Crivelli (Milano) \| |
| Arbitro:             | Crivelli (Milano) |       |        |                                     |

| Arbitro: | Crivelli (Milano) |

|  |           |                                                  |
|  | Marcatori | 51’ Monti (II) 61’ Turra (III) 75’ (rig.) Fayenz |

### Semifinali - girone C
| Arbitro: | Tradico (Milano) |

|  |           |           |
|  | Marcatori | 1’ Crespi |

| Arbitro: | Mombelli (Casale Monf.) |

|                   |           |                  |
| Mosso IV 17’, 43’ | Marcatori | 29’ Zambotto (I) |

| Arbitro: | Bertazzoni (Bologna) |

|                                                   |           |                     |
| Bianchi 40’ Soresina 45’ Barbieri (II) 76’ (rig.) | Marcatori | 75’, 89’ Monti (II) |

| Arbitro: | Livraghi (Milano) |

|                |           |  |
| Rossi 24’, 42’ | Marcatori |  |

| Arbitro: | Crivelli (Milano) |

|                                                 |           |           |
| Monti (II) 14’, 35’ Pastore 29’ Turra (III) 76’ | Marcatori | 60’ Calvi |

| Arbitro: | Tradico (Milano) |

|                                |           |              |
| Busini (II) 20’ Monti (II) 40’ | Marcatori | 71’ Soresina |

## Statistiche

### Statistiche di squadra
| Competizione                           | Punti | In casa | In casa | In casa | In casa | In casa | In casa | In trasferta | In trasferta | In trasferta | In trasferta | In trasferta | In trasferta | Totale | Totale | Totale | Totale | Totale | Totale | DR  |
| Competizione                           | Punti | G       | V       | N       | P       | Gf      | Gs      | G            | V            | N            | P            | Gf           | Gs           | G      | V      | N      | P      | Gf     | Gs     | DR  |
| -------------------------------------- | ----- | ------- | ------- | ------- | ------- | ------- | ------- | ------------ | ------------ | ------------ | ------------ | ------------ | ------------ | ------ | ------ | ------ | ------ | ------ | ------ | --- |
| Prima Categoria - girone B veneto      | 12    | 4       | 3       | 0       | 1       | 10      | 4       | 4            | 2            | 2            | 0            | 9            | 4            | 8      | 5      | 2      | 1      | 19     | 8      | +11 |
| Prima Categoria - girone finale veneto | 8     | 3       | 2       | 0       | 1       | 5       | 3       | 3            | 1            | 2            | 0            | 5            | 2            | 6      | 3      | 2      | 1      | 10     | 5      | +5  |
| Prima Categoria - semifinale C         | 4     | 3       | 2       | 0       | 1       | 6       | 3       | 3            | 0            | 0            | 3            | 3            | 8            | 6      | 2      | 0      | 4      | 9      | 11     | -2  |
| Totale                                 |       | 10      | 7       | 0       | 3       | 21      | 10      | 10           | 3            | 4            | 3            | 17           | 14           | 20     | 10     | 4      | 6      | 38     | 24     | +14 |

### Statistiche dei giocatori
| Giocatore       | Prima Categoria | Prima Categoria |
| Giocatore       | Presenze        | Reti            |
| --------------- | --------------- | --------------- |
| F. Astolfi      | 1               | 0               |
| A. Busini (III) | 13              | 3               |
| F. Busini (I)   | 17              | 2               |
| F. Camilotti    | 1               | 0               |
| P. Danieli      | 17              | 1               |
| G. Doni         | 1               | 0               |
| Fabris          | 1               | 0               |
| A. Fagiuoli     | 18              | 4               |
| A. Fayenz       | 19              | 5               |
| G. Girani       | 1               | 1               |
| A. Girardi      | 1               | -?              |
| A. Marino       | 1               | 0               |
| L. Marino (III) | 15              | 1               |
| L. Modulo       | 19              | 0               |
| F. Monti        | 2               | 0               |
| G. Monti (II)   | 18              | 15              |
| D. Munaron      | 1               | -?              |
| R. Paglianti    | 18              | -?              |
| A. Palla        | 6               | 0               |
| P. Pastore      | 3               | 1               |
| E. Peyer        | 6               | 0               |
| G. Ronconi      | 4               | 0               |
| R. Turra (III)  | 7               | 2               |
| A. Zambotto     | 6               | 0               |
| G. Zambotto (I) | 13              | 3               |